# Missa St. Crucis (Rheinberger)
Die Missa St. Crucis (op. 151) in G-Dur ist eine Messvertonung für vierstimmigen gemischten Chor (SATB) a cappella von Josef Rheinberger.
Rheinberger komponierte sie im September 1882 während eines Urlaubs in Wildbad Kreuth. Der Name St. Crucis rührt wahrscheinlich daher, dass er die Messe in der Karwoche 1883 in der Allerheiligen-Hofkirche in München erstmals zur Aufführung brachte. Die Erstausgabe erschien 1888 im F. E. C. Leuckart Verlag in Leipzig.

## Aufbau
Eine vollständige Aufführung dauert etwa 17 Minuten. Die Satzfolge lautet:
- Kyrie (G-Dur) Poco adagio
- Gloria (G-Dur) Con moto
- Credo (g-Moll) Moderato
- Sanctus (G-Dur) Adagio
- Benedictus (Es-Dur) Andante
- Agnus Dei (G-Dur) Andante

Der Text folgt weitgehend dem Ordinarium, allerdings fehlt im Credo nach den Worten Et in Spiritum Sanctum das Wort Dominum. Im Gloria und im Credo sind die ersten Worte jeweils nicht auskomponiert.

## Diskographie
- Regensburger Domspatzen (Leitung: Georg Ratzinger), Deutsche Harmonia Mundi 1983
- Vocalensemble Rastatt (Leitung: Holger Speck), Carus-Verlag, Stuttgart 2003